# Michael Schmid (remero)
Michael Schmid (Stans, 2 de enero de 1988) es un deportista suizo que compitió en remo.
Ganó dos medallas en el Campeonato Mundial de Remo, en los años 2014 y 2018, y tres medallas en el Campeonato Europeo de Remo entre los años 2014 y 2018.

## Palmarés internacional
| Campeonato Mundial | Campeonato Mundial       | Campeonato Mundial | Campeonato Mundial      |
| Año                | Lugar                    | Medalla            | Prueba                  |
| ------------------ | ------------------------ | ------------------ | ----------------------- |
| 2014               | Ámsterdam (Países Bajos) | Medalla de bronce  | Scull individual ligero |
| 2018               | Plovdiv (Bulgaria)       | Medalla de plata   | Scull individual ligero |
| Campeonato Europeo |                          |                    |                         |
| Año                | Lugar                    | Medalla            | Prueba                  |
| 2014               | Belgrado (Serbia)        | Medalla de bronce  | Scull individual ligero |
| 2017               | Račice (República Checa) | Medalla de oro     | Scull individual ligero |
| 2018               | Glasgow (Reino Unido)    | Medalla de oro     | Scull individual ligero |